# J戰隊
J戰隊（英語：J Team，簡稱JT）為一支位於台灣的職業電競戰隊，所屬杰藝文創公司旗下。前身為英雄聯盟職業戰隊台北暗殺星（英語：Taipei Assassins，簡稱TPA），2012年10月14日台北暗殺星在美國洛杉磯舉辦的英雄聯盟第2季世界大賽中，擊敗南韓職業隊伍Azubu Frost，贏得100萬美金獎金。全隊在奪冠後曾與中華民國電子競技推廣協會一同拜會立法院，爭取電子競技列為正式的運動項目之一，中華民國政府及朝野各黨團則以允諾修法、拋出「電競選手可服替代役」構想回應。 2016年4月由台灣藝人周杰倫代表的杰藝文創公司取得經營權，改名為J Team，並由周杰倫擔任董事长。

## 英雄聯盟 LOL 分隊（已解散）

### 大事記

#### 2011年
- 9月：台北暗殺星的前身For The Win（FTW）創立。創始成員有 Mistake、Lilballz、Colalin、NeXAbc及Stanley0506（即 Stanley）。
- 10月16日：在Garena舉辦的「G1 電競大賽」中拿下冠軍。
- 12月9日：代表臺灣出賽2011年在韓國釜山舉行的世界电子竞技大赛，排名第8－12名。

#### 2012年

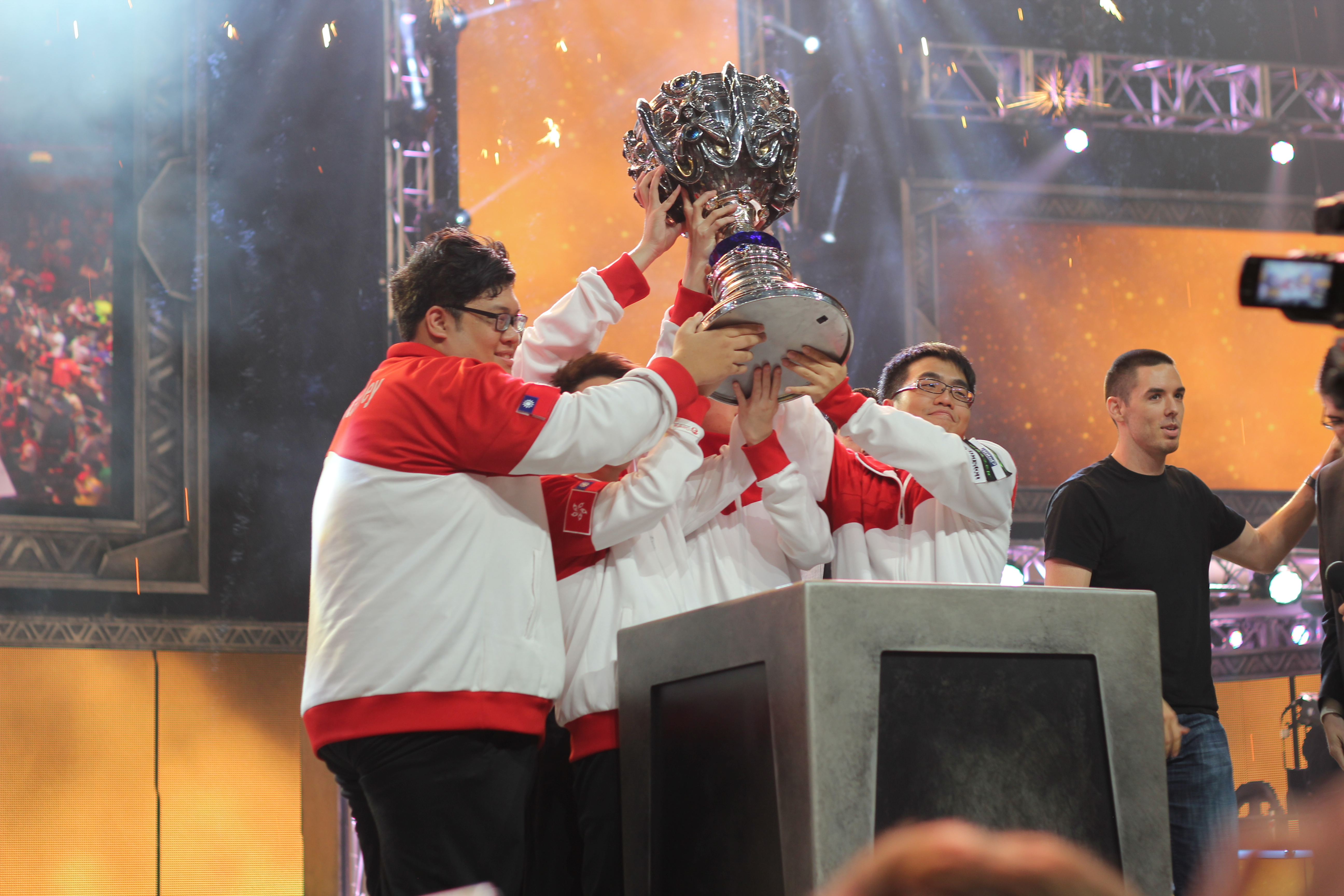
台北暗殺星在S2世界大賽獲得冠軍

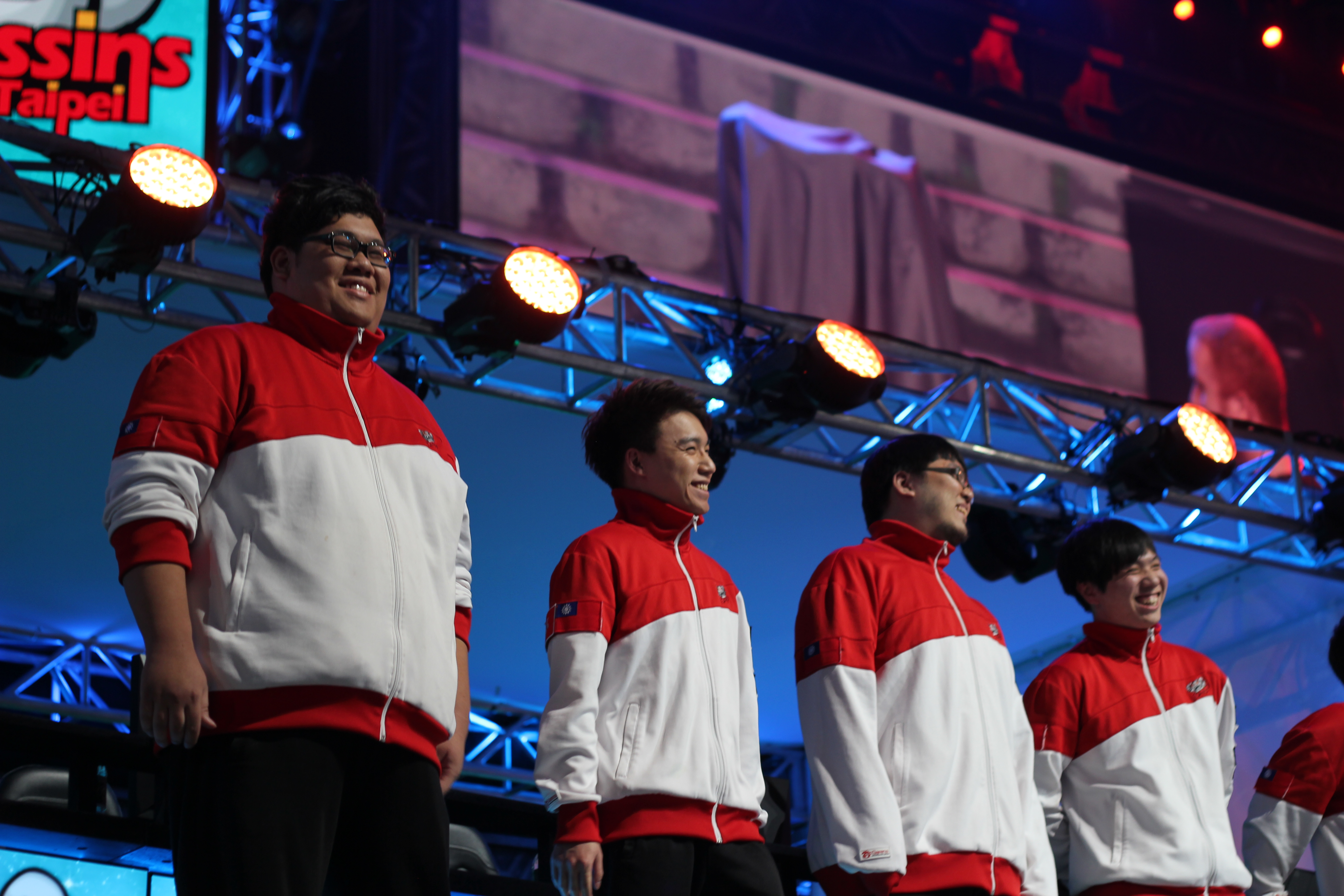
台北暗殺星在S2世界大賽獲得冠軍

- 4月7日：隊名更改為Taipei Assassins（台北暗殺星），組成成員為MiSTakE、NeXAbc、Colalin、Lilballz及Stanley。
- 4月20日：正式宣布加入兩位新成員bebe和Toyz。
- 4月30日：NGF Second Place亞軍。
- 5月5日：GPL（Garena Premier League）開幕賽冠軍。
- 5月29日：GO4LOL亞洲區決賽冠軍。
- 6月17日：StarsWar7冠軍。
- 7月15日：IPL 5（IGN Pro League 5）臺灣預選賽冠軍。
- 9月1日：Season2第二季臺港澳區域賽（臺港澳伺服器）冠軍，取得台港澳代表資格進軍世界錦標賽。
- 10月14日：英雄聯盟Season2第二季世界錦標賽，於美國洛杉矶拿下冠軍，獲得100萬美元高額獎金。參賽選手Stanley、Toyz、Lilballz、Bebe、MiSTakE，替補選手colalin、NeXAbc。
- 10月20日：於TPA榮耀共享見面會上，正式宣布加入兩位新成員：GoDJJ、Zonda。
- 11月17日：GPL（Garena Premier League）第一屆季後賽總冠軍。
- 11月：經理Erica在個人推特上發表離職消息。
- 12月3日：IPL 5（IGN Pro League 5）季軍。
- 12月31日：成員與景美女中拔河隊等「台灣之光」應邀出席台北跨年晚會。

#### 2013年
- 1月3日：TPA部分成員異動，由部分選手隊籍轉移到到新成立的「台北狙擊者Taipei Snipers」（TPS）戰隊，其中包括AD Carry玩家GoDJJ、女性選手Colalin、隊長MisTake、AP Carry玩家NeXAbc、上路玩家Zonda以及外界原先認為內定成員OhReal，TPA隊長一職則由AP Carry玩家Toyz接任,並加入Support玩家Dinter[6]。
- 3月4日：受邀出席外交部NGO新春茶會，因去年獲S2世界冠軍而獲頒「國民外交褒揚狀」，由前後任隊長MiSTakE、Toyz一同代表領受。
- 3月7日：接受德國複合娛樂媒體平台「Azubu」冠名贊助，戰隊全名為Azubu Taipei Assassins，簡稱AZB TPA[7]。
- 5月8日，引入一名戰術分析師史益豪（叉燒）。
- 6月5日：正式宣佈新成員Sarsky加入[8]。
- 6月30日：Toyz及Stanley兩位選手離隊。由Bebe接任隊長[9]。
- 7月1日：宣布新成員Achie以及Jay加入，並釋出照片以及個人資料[10]。Bebe轉任上路。
- 7月31日，於Season3台港澳區資格賽中敗給橘子熊（現為閃電狼），確定本年度無緣衛冕世界冠軍。
- 8月29日：參加英雄聯盟2013 GPL/S3小巨蛋總決賽，在BO3賽制中以0-2敗給ahq e-Sports Club，獲得亞軍。
- 9月10日：正式宣佈新成員Morning加入。Bebe回任AD Carry、Achie轉任上路、DinTer轉任打野[11]。
- 10月11日：選手Lilballz使用朋友帳戶代打，受禁賽一年之處分，同時宣佈退役，將會跟叉燒一起，協助TPA和TPS的訓練。
- 10月17日：發佈隊經理專訪，是繼一年前Erica去職後的首次發布有關隊經理之資訊，新任隊經理Quaker是前CS台灣區國家代表隊eXtreme Gamers(XG)隊長[12][13]。

#### 2014年
- 1月11日：GPL 2014冬季聯賽，在BO5賽制中以3：2擊敗台北狙擊者，獲得冠軍。
- 1月27日：選手Sarsky離隊[14]。
- 4月7日: GPL 2014春季聯賽，在BO5賽制中以3：2擊敗ahq e-sports，獲得冠軍。
- 4月23日：選手DinTer暫時轉任為隊伍第六人，新成員Winds加入。
- 4月30日：新成員Chawy加入。
- 5月9日：2014全明星邀請賽，被Fnatic擊敗，無緣晉級四強。
- 6月18日：DinTer與叉燒離任策略分析師[15][16]。
- 7月5日：前Najin總教練沈成洙加入執教[17]。
- 8月16日：GPL 2014夏季總決賽冠軍TPA直落三奪得勝利，再次代表台灣爭奪世界冠軍。
- 9月21日：TPA於英雄联盟2014赛季全球总决赛的B組小組賽的成績為1勝5負，無緣晉級，其最終排名為第14至第16名，共獲得25,000美元獎金。
- 11月6日：BeBe宣布退役，卸下TPA的隊長與AD職位。Winds接手隊長一位。
- 11月13日：新成員Lupin加入，擔任位置為AD Carry。
- 12月12日：TPA以2：0擊敗yoeFW閃電狼，拿下IEM台北站資格賽敗部冠軍，並取得資格。

#### 2015年
- 1月30日：IEM台北站決賽TPA對yoeFW閃電狼以2：3成績不幸落敗，無緣出國到波蘭比賽。
- 2月25日：Achie離隊，轉入LOG S（Logitech G Sniper）戰隊。
- 5月15日：Winds卸下隊長與Jungler職位，轉任戰術顧問。新成員Pony、Domo加入[18]。
- 5月15日：前跑跑卡丁車職業選手盧子賢小草Yue正式加入TPA並擔任SUP、TOP位置的替補隊員。
- 6月19日：前閃電狼JunglerREFRA1N確定轉入TPA，Domo轉任教練，並同時宣布成立二軍制度。
- 7月12日：TPA對AHQ以1：1成績平局。2015 LMS夏季聯賽，TPA 3勝6敗5和作收。
- 7月23日：Chawy因代打行為而被停賽至2016年1月9日，由Morning代為中路一職。
- 8月14日：世界賽資格賽LMS賽區HKE對TPA戰成3：2，被HKE撃敗與世界賽無緣。
- 11月6日：Chawy離隊，轉入AHQ（ahq e-sports club）戰隊。
- 11月27日：前任隊長AD CarryBebe宣布回歸TPA[19]。

#### 2016年
- 4月15日：TPA VS M17，以2：3落敗。
- 4月19日：由藝文創公司宣布取得TPA經營權，正式改名為J 戰隊(英文名J Team，簡稱JT)，並邀請周杰倫擔任精神領袖[20]。

#### 2017年
- 10月2日：前任Raise Gaming AD Lilv宣布加入。
- 11月12日：BeBe宣布退役，Jay離隊，Morning、Refrain轉入yoeFW閃電狼。
- 11月20日：新成員Hana宣布加入，擔任打野位置。

#### 2018年
- 6月13日：打野選手Alex宣布離隊，轉入FPX電子競技俱樂部[21]
- 8月4日：風哥FireFox(黃鼎翔)宣布加入並擔任戰隊總監兼總教練，教練由Prydz小峯(陳廣峯)、狗八(蔡學裕)擔任，助理教練為飄飄(翁于梵)和凱淵(游閔翔)[22]
- 8月26日：前TPA S2世界冠軍成員參加六都表演賽[23]
- 9月7日：LMS季後賽JT VS HKA，以3：1取得勝利
- 9月9日：LMS季後賽JT VS MAD，以0：3敗於MAD
- 9月21日：LMS區域資格賽JT VS M17，以3：2取得勝利
- 9月22日：LMS區域資格賽JT VS GRX，以0：3敗於GRX
- 11月30日：戰隊總監兼總教練FireFox黃鼎翔(火狐)、教練Prydz陳廣峯(小峯)及教練Dog8蔡學裕(狗八)宣布正式離隊[24]。
- 12月28日：前閃電狼教練陳冠廷REFRA1N宣布加入，擔任總教練，前G-Rex輔助Koala宣布加入，擔任輔助位置[25]。

#### 2019年
- 2月26日：輔助選手Ysera 汪宗志宣布轉入ahq e-Sports Club[26]。
- 3月12日：中國信託宣布贊助J Team，隊名變更為CTBC J Team(中信J Team)[27]。
- 3月18日：原總教練REFRA1N(陳冠廷)改登錄為2019 LMS職業聯賽春季賽選手，總教練由Coldicee凱淵(游閔翔)接任[28]。
- 8月31日：CTBC J Team在2019 LMS職業聯賽夏季冠軍戰以3:1擊敗ahq e-Sports Club，拿下隊史首次的LMS冠軍，並以賽區第一種子之姿參加2019年世界大賽。
- 10月17日：败给FPX，从而以小组赛第三名结束S9世界赛。
- 12月7日：中路選手FoFo加盟LPL賽區BLG戰隊，輔助選手Koala加入G-Rex，教練Refra1n(陳冠廷)轉會並加入FPX電子競技俱樂部擔任教練。

#### 2020年
- 1月17日：打野選手Hana與中路選手Nestea加入。
- 2月29日：英雄聯盟太平洋職業聯賽正式開打，第一場敗給AHQ。
- 3月28日：加入替補上、中路選手Driver與Keorb。
- 4月4日：Keorb第一次上場，擔任中路Carry。敗給MCX，春季賽由MCX拿下冠軍，J Team以第七名之姿，進入季後賽。
- 4月5日：調整隊伍陣容，Woody換下、雀巢轉任輔助位置，加賽第一場對決HKA，拿下勝利，該場MVP為Rest
- 4月17日： Driver第一次上場，JT VS ALF，JT拿下一勝。後面兩場與ALF 1:2，季後賽淘汰。
- 6月3日： 打野選手Lauva離隊
- 6月5日： 臺北市政府宣布與J Team達成冠名合作協議，隊名變更為TAIPEI J Team(臺北J戰隊)，亦是政府官方首次以贊助方式參與電競方面事務。[2]
- 11月24日： 助理教練Nash(林煒昕)加入
- 12月3日： 中路選手Mission加入

#### 2024年
英雄聯盟太平洋職業聯賽（PCS）、越南冠軍系列賽（VCS）、英雄聯盟日本聯賽（LJL）合併為全新的一級聯賽，於2024年9月1日重組為LCP。J Team不在參加隊伍內亦無參加次級聯賽，於FB告知所有選手解約，後續動向未知。

### 隊伍名單

#### 選手
- J Team

| 遊戲名稱 | 姓名 | 遊戲定位 | 生日 | 国家/地區 | 備註 |
| -------- | ---- | -------- | ---- | --------- | ---- |

#### 非選手成員
| 代號或暱稱 | 姓名   | 國家/地區 | 職位         |
| ---------- | ------ | --------- | ------------ |
| Jay        | 周杰倫 | 臺灣      | 隊長(董事長) |
| Willy      | 沈葆貞 | 臺灣      | 總監         |

#### 過往成員
- J Team (包含前TPA成員)

| 遊戲名稱      | 姓名   | 遊戲定位 | 国家/地区      | 生日           | 備註                                                                                          |
| ------------- | ------ | -------- | -------------- | -------------- | --------------------------------------------------------------------------------------------- |
| LIKAI         | 廖俐凱 | Top      | 2002年9月11日  | 臺灣           |                                                                                               |
| Kongyue       | 蕭任佐 | Jun      | 1999年7月19日  | 臺灣           | Inactive                                                                                      |
| Minji         | 呂柏緯 | Mid      | 2001年1月17日  | 臺灣           |                                                                                               |
| Wako          | 鄒惟洋 | Bot      | 1998年7月31日  | 臺灣           |                                                                                               |
| Enso          | 梁恩碩 | Sup      | 2001年7月18日  | 臺灣           | Inactive                                                                                      |
| Yursan        | 王聖佑 | Sup      | 2001年5月22日  | 臺灣           |                                                                                               |
| Socool        | 張舶信 | Sub/Jun  | 1996年10月31日 | 臺灣           |                                                                                               |
| RLun          | 陳政倫 | Top      | 臺灣           | 1993年10月19日 | 現為ahq e-Sports Club旗下藝人                                                                 |
| Stanley(TPA)  | 王榮燦 | Top      | 臺灣           | 1991年5月6日   | 曾獲S2世界冠軍，現為實況主                                                                    |
| Yue           | 盧子賢 | Top      | 臺灣           | 1993年9月29日  | 現為實況主                                                                                    |
| Zonda         | 呂仲達 | Top      | 臺灣           | 1991年7月1日   | 現為實況主                                                                                    |
| Morning       | 陳冠廷 | Top      | 臺灣           | 1995年10月23日 | 現為閃電狼教練                                                                                |
| Dinter        | 薛弘偉 | Jungle   | 臺灣           | 1990年11月26日 | 現為實況主及Beyond Gaming所有人                                                               |
| Domo          | 龔育德 | Jungle   | 臺灣           |                | 現為Ahq e-Sports Club教練                                                                     |
| JCain         | 黃柏鈞 | Jungle   | 臺灣           | 1982年7月26日  |                                                                                               |
| Lilballz(TPA) | 宋寬柏 | Jungle   | 臺灣           | 1988年6月12日  | 曾獲S2世界冠軍，現為M.E.魔競旗下藝人                                                          |
| Pony          | 巫家華 | Jungle   | 香港           |                | 現為17 Academy隊員                                                                            |
| Sarsky        | 羅崇瑜 | Jungle   | 臺灣           | 1993年8月28日  | 曾在打巴龍時重擊失誤，從此「殺死蓋(Sarsky)」成為玩家之間重擊失誤的代名詞                      |
| Winds         | 陳鵬年 | Jungle   | 臺灣           | 1990年10月29日 | 現為M.E.魔競旗下藝人、實況主                                                                  |
| REFRA1N       | 陳冠廷 | Jungle   | 臺灣           | 1993年10月19日 | 現為FPX教練                                                                                   |
| FoFo          | 朱駿嵐 | Mid      | 臺灣           | 1999年1月8日   | 現為TLN中路                                                                                   |
| Chawy         | 黃心磊 | Mid      | 新加坡         | 1991年11月28日 | 現為Hong Kong Attitude教練                                                                    |
| M1ssion       | 陳孝銜 | Mid      | 臺灣           |                | 曾為Hong Kong Attitude隊員，現今待業中                                                        |
| NeXAbc        | 邱柏傑 | Mid      | 臺灣           | 1992年1月18日  | 現為Ahq e-Sports Club教練                                                                     |
| Toyz(TPA)     | 劉偉健 | Mid      | 香港           | 1992年6月9日   | 曾獲S2世界冠軍，曾為G-Rex總監，現今是Youtuber、實況主，近期因持有大麻煙彈涉嫌吸毒、販毒而被捕 |
| GoDJJ         | 王永傑 | AD       | 臺灣           | 1994年7月7日   | 現為M.E.魔競旗下藝人、實況主                                                                  |
| Bebe(TPA)     | 張博為 | AD       | 臺灣           | 1991年6月27日  | 曾獲S2世界冠軍，現為J Team實況主                                                              |
| Lupin         | 김도엽 | AD       |                |                | 現為ES Sharks隊員                                                                             |
| colalin       | 林穎璇 | Support  | 臺灣           | 1987年2月1日   | 現為實況主                                                                                    |
| MiStakE(TPA)  | 陳彙中 | Support  | 臺灣           | 1989年5月13日  | 曾獲S2世界冠軍，現為M.E.魔競執行長                                                            |
| Jay           | 李     | Support  | 臺灣           | 1992年9月16日  | 現為Bilibili Gaming教練                                                                       |
| Alex          | 陳煜明 | Jungle   | 臺灣           | 1998年1月22日  | 現為Ahq e-Sports Club成員                                                                     |
| as666         | 簡佑丞 | Jungle   | 臺灣           | 2000年2月25日  |                                                                                               |
| Ysera         | 汪宗志 | Support  | 臺灣           | 1997年3月2日   | 現為閃電狼激鬥峽谷成員                                                                        |
| Breaker       | 施岳廷 | Jungle   | 臺灣           | 1997年11月22日 |                                                                                               |
| K111222       | 羅智傑 | Mid      | 臺灣           | 1999年9月15日  | 現為Berjaya Dragons成員                                                                       |
| Pocky         | 郭家銘 | good Sup | 臺灣           |                | 現為Berjaya Dragons成員                                                                       |
| JimieN        | 曾浩鈞 | Mid      | 臺灣           | 2002年7月24日  | 現為Frank Esports成員                                                                         |
| Coldicee      | 游閔翔 | 教練     | 臺灣           |                |                                                                                               |
| Webber        | 陳韋銘 | 領隊     | 臺灣           |                |                                                                                               |

## 傳說對決 AOV 分隊（已解散）
J Team奪冠原班人馬在2019年集體跳槽至MAD Team，之後J Team官方於1月9日於J Team 傳說對決粉絲團發表聲明稿，因對於GCS聯賽規則不滿，宣布無限期退出聯盟，但此聲明卻對全體隊員跳槽的狀況產生矛盾，網傳原因為給予待遇太差，但J Team官方並沒有再做任何表態。

### 得獎紀錄
- 2017年GCS夏季聯賽-第四名。
- 2018年GCS春季聯賽-冠軍,並獲得AWC世界盃的參賽資格。
- 2018年AWC世界盃-第三名。
- 2018年GCS夏季聯賽-亞軍,並獲得AIC國際錦標賽的參賽資格。
- 2018年AIC國際錦標賽-冠軍。

### 解散前成員
| 比賽帳號   | 遊戲定位  | 生日           | 國家/地區 | 備註                                                                                        |
| JT Vic     | 打野      | 1995年9月14日  | 臺灣      | 現為Youtuber                                                                                |
| JT Aydan   | 教練      | 1993年11月26日 | 臺灣      | 前ONE教練                                                                                   |
| JT Yuzon   | 凱撒路    | 1995年4月1日   | 臺灣      | 前MAD凱撒路、前MAD教練                                                                      |
| JT Neil    | 打野      | 1999年11月11日 | 臺灣      | 前MAD、MOP打野，現BMG中路                                                                   |
| JT Star    | 中路      | 1997年5月20日  | 臺灣      | 前MAD、MOP中路，現BMG中路                                                                   |
| JT Winds   | 魔龍路    | 1994年9月14日  | 臺灣      | 前GLM戰隊魔龍輸出，現BMG教練                                                                |
| JT Benny   | 輔助      | 1996年6月2日   | 臺灣      | 前MS凱撒路、MAD、BMG輔助、前MOP助理教練，現為Facebook實況主、YouTuber、GLM戰隊隊長與BMG後勤 |
| JT Nx      | 輔助/教練 | 1997年1月24日  | 臺灣      | 現不知動向                                                                                  |
| JT Vincent | 領隊      | 1992年3月22日  | 臺灣      | 前MAD、MOP教練                                                                              |

## 戰地之王 AVA 分隊（已解散）

### 大事記

#### 2015年
- 5月13日：TPA宣布成立A.V.A分隊，前身為第一屆AEL聯賽季軍素肚正夯，並加入了偵查兵Shi77。
- 7月19日：TPA對AHQ 0:3落敗，獲得第二屆AEL聯賽亞軍。
- 8月30日：TPA對AHQ 2:3落敗，獲得2015年AIC世界盃殿軍[34]。

### 隊伍名單

#### 選手
| 遊戲名稱 | 姓名   | 擅長兵種 | 国家/地区 |
| -------- | ------ | -------- | --------- |
| Krapy    | 廖顯霆 | 步槍兵   | 臺灣      |
| Jay      | 陳柏霖 | 步槍兵   | 臺灣      |
| Rapid    | 鍾旻圻 | 步槍兵   | 臺灣      |
| Eltan    | 鍾葦   | 狙擊兵   | 臺灣      |
| Cazn     | 許哲睿 | 偵查兵   | 臺灣      |

#### 非選手成員
| 代號或暱稱 | 姓名   | 国家/地区 | 職位     |
| ---------- | ------ | --------- | -------- |
| SyuRi      | 吳家瑋 | 臺灣      | 教練     |
| Polo       | 吳敬晨 | 臺灣      | 戰術領隊 |

## 快打旋風 Street Fighter 分隊

### 大事記

#### 2025年
- 5月2日：J Team 宣布簽下兩位 Street Fighter 選手[35]：Ugang（陳又綱）和 HOPE（林俊希），後勤教練則是五股石油王 Oil King（同日於個人臉書宣布成為T1格鬥遊戲選手[36]），並將於5/9啟程日本挑戰EVO JAPAN。

## 外部連結
- J戰隊臉書粉絲團頁面 （页面存档备份，存于）
- J戰隊的Instagram帳戶